# 恩斯特·申克
恩斯特-金特·申克（德語：Ernst-Günther Schenck，1904年10月3日—1998年12月21日）是一位納粹德國時期的醫師與武裝親衛隊成員。第二次世界大戰末期，申克在偶然的情況下會見了元首阿道夫·希特勒。申克在戰後寫了不少與戰時相關的回憶錄，大都具有高度歷史價值。根據歷史學家約阿希姆·費斯特和詹姆斯·奥唐奈的著作表示，恩斯特·申克在希特勒死前扮演了重要的角色，而2004年德語電影《帝國毀滅》對此也有相關的描述。

## 生平
恩斯特·申克出生於德意志帝國黑森-拿騷省的中部市鎮馬爾堡；其專業為內科醫師，第二次世界大戰期間加入武裝親衛隊，並積極參與了達豪集中營草藥園區的建設工作。此園區包含了二十萬種醫用植物，專用於生產供給武裝親衛隊的維他命補充品。1940年，恩斯特被指派為黨衛軍的營養總監。1943年，恩斯特開發了一種富含蛋白質的香腸，原本是要給黨衛軍的前線戰士使用。在正式採用前，先在毛特豪森－古森集中營的370位收容人身上使用，而有些收容人死後，呈現極度營養不良和飢餓所導致的水肿。在他自己的回憶錄中，恩斯特強調他唯一在乎的就是強化營養和對抗飢餓。然而1963年的一份報告，則譴責恩斯特草菅人命，對待人類如同對待實驗用的天竺鼠一般。戰後的西德政府禁止恩斯特繼續從事任何醫療行為。恩斯特也曾與埃爾溫·萊克合作以透過發展替代醫學的方式來避免癌症。
根據武裝親衛隊第1師上級小隊領袖漢斯·保特格的說法，恩斯特為獲得鐵十字勳章而選擇離開政府部門的工作轉而投入東方戰線戰事。恩斯特擔任營級軍醫期間，證明了自己的能耐。恩斯特並未像與其他人一樣透過操弄手段的方式獲得勳章，而是在某炮兵部隊指揮官陣亡後接手指揮任務來證明自己的能力。恩斯特在戰鬥中表現良好，也因此得到了二級鐵十字勳章。
1945年四月，柏林戰役期間，恩斯特自願在位於德國總理府元首地堡附近的緊急救護站裡工作。雖然他並非外科醫師也沒有相關手術的經驗，也不懂如何操作相關的手術器材和進行戰地醫療，雖然如此，他還是幫忙進行了多起大型手術。手術過程中，恩斯特大都是負責輔助希特勒的私人醫師溫納·哈瑟進行手術。雖然海斯醫師比恩斯特做過更多手術，也更有經驗，但在柏林戰役期間，溫納·哈瑟醫師身受結核病纏身之苦，甚至常常必須躺下才能正常說話，好給予恩斯特一些指導。
1945年4月28日，緊急救護站的醫療補給已經幾乎耗盡。就在外頭的戰火還相當猛烈時，恩斯特搭著一輛德意志國防軍的卡車回到柏林，取得醫療補給後帶回緊急救護站。回到緊急救護站後，恩斯特繼續進行手術。在恩斯特與溫納·哈瑟醫師合作的七天之間，兩人共計執行了三百七十多場手術。戰後，他在與和詹姆士·歐當那合作的回憶錄中，敘述了這一段恐怖的經歷。
在柏林戰役的最後，恩斯特曾兩度短暫與希特勒會面，第一次是希特勒希望對恩斯特、溫納·哈瑟醫師和護士艾娜·弗萊格爾在醫護站的服務；另一次則是在希特勒與爱娃·勃劳恩的婚宴上。1945年5月1日，申克在蘇聯紅軍攻破柏林後遭到俘虜。在投降之後，恩斯特與威廉·蒙克等其他德軍高階將領，在蘇聯中將瓦西里·伊萬諾維奇·崔可夫的允許下，和第8禁衛軍團參謀長一同用餐。當日晚上十點半，在蘇聯軍隊戒護之下，所有德國將領被送往另一個房間。5月3日晚間，恩斯特和其他的德國將領們被帶往了蘇聯內務人民委員部。恩斯特一直在蘇聯被囚禁到1953年才獲釋並返回西德。
在撰寫回憶錄前，恩斯特接受了美國記者詹姆士·歐當那的深入訪談，根據恩斯特的回憶，成為《地堡》這本書中的部分內容，詳實紀錄了希特勒的最後生平。此外，恩斯特很有可能是第一個發現希特勒罹患帕金森氏症的醫師。恩斯特將他的觀點與發現，於1989年出版成《病人希特勒：醫療檔案》一書。 恩斯特於1998年12月21日於德國亞琛逝世。

## 電影
恩斯特·申克曾在電影或電視上被以下演員所詮釋：
- 喬納森·利特爾的文獻紀錄片《善心女神（英语：Les Bienveillantes）》中霍恩埃格醫師的角色，便有部分取材自恩斯特的生平。
- 法蘭克·加特利夫（英语：Frank Gatliff）的美國電視電影《地堡（英语：The Bunker (1981 film)）》[16]。
- 克里斯汀·柏克爾（英语：Christian Berkel）在德國電影《帝國陷落》中飾演恩斯特的角色[17]。

## 參照
- 希特勒之死